# Championnat de Tunisie masculin de volley-ball 2014-2015
Navigation
Saison précédente Saison suivante
Le championnat de Tunisie masculin de volley-ball 2014-2015 oppose les dix meilleures équipes tunisiennes de volley-ball.
| \| ES Tunis ES Sahel CS Hammam Lif AS Haouaria CO Kélibia CS Sfaxien UST Sfax US Carthage Saydia SBS TAC \| Localisation des clubs engagés dans le championnat. |
| ES Tunis ES Sahel CS Hammam Lif AS Haouaria CO Kélibia CS Sfaxien UST Sfax US Carthage Saydia SBS TAC                                                           |

## Listes des équipes en compétition
Légende des couleurs
- Coupe d'Afrique des clubs champions 2015
- Promu de division nationale B 2013-2014

| Club                                  | Ville         | Classement 2013-2014       | Salle(s)                                              | Capacité théorique |
| ------------------------------------- | ------------- | -------------------------- | ----------------------------------------------------- | ------------------ |
| Étoile sportive du Sahel              | Sousse        | 1er                        | Salle olympique de Sousse                             | 3 000              |
| Espérance sportive de Tunis           | Tunis         | 2e                         | Salle Mohamed-Zouaoui                                 | 2 500              |
| Club sportif sfaxien                  | Sfax          | 3e                         | Salle Raed-Bejaoui (Sfax)                             | 3 828              |
| Club olympique de Kélibia             | Kélibia       | 4e                         | Salle Aïssa-Ben Nasr (Kélibia)                        |                    |
| Club sportif de Hammam Lif            | Hammam Lif    | 5e                         | Salle Abdelaziz-Ghelala                               |                    |
| Tunis Air Club                        | Ariana        | 5e                         | Salle du complexe sportif de Borj Louzir de La Soukra |                    |
| Union sportive des transports de Sfax | Sfax          | 7e                         | Salle Raed-Bejaoui (Sfax)                             |                    |
| Saydia de Sidi Bou Saïd               | Sidi Bou Saïd | 7e                         | Salle de Sidi Bou Saïd                                |                    |
| Union sportive de Carthage            | Carthage      | 9e                         | Salle de Carthage                                     |                    |
| Aigle sportif d'El Haouaria           | El Haouaria   | 1er (division nationale B) | Salle Mohamed-Zouaoui d'El Haouaria                   |                    |

## Formule de la compétition
- Première phase (matchs aller/retour en 10 journées, en deux poules) :
- * Les clubs classés de la 1re à la 2e place disputent les matchs de play‐offs ;
- * Les clubs classés de la 3e à la 5e place disputent les matchs de play‐out.
- Play‐offs :
- * Les matchs se disputent en un mini-championnat aller/retour pour établir un classement en vue des demi-finales.
- * Les demi-finales se disputent en matchs aller/retour et appui éventuel
- * * Match aller : Le club le mieux classé lors de la première phase du championnat choisit le lieu du match ;
- * * Match retour
- * * En cas d'égalité de victoires, un match d'appui se déroule sur le terrain du club le mieux classé à l'issue de la seconde phase.
- * La finale se dispute en matchs aller/retour et appui éventuel.
- Demi‐finales : Les demi-finales sont réparties comme suit et se jouent en deux matchs gagnants :
- * Le club classé 1er contre le club classé 4e à l'issue de la seconde phase (match A) ;
- * Le club classé 2e contre le club classé 3e à l'issue de la seconde phase (match B) ;
- Finale : Y participent les vainqueurs des demi-finales et se joue en deux matchs gagnants (vainqueur du match A contre vainqueur du match B), avec appui éventuel.
- Play‐outs :
- * Il se dispute en mini-championnat en aller et retour.
- * Les trois premiers clubs reçoivent en un seul match les trois autres, le 1er contre le 6e, le 2e contre le 5e et le 3e contre le 4e.
- * Les vainqueurs assurent leur maintien.
- * Les battus disputent un tournoi triangulaire en aller simple sur les terrains des mieux classés. Le 1er assure son maintien. Le 2e dispute un barrage contre le 2e de la division nationale B). Le 3e rétrograde.

## Saison régulière

### Classement
Les points sont attribués de la manière suivante : trois points en cas de victoire et 0 point en cas de défaite. Si le match va jusqu'au tie-break (cinquième set), le vainqueur ne marque que deux points et le vaincu récupère un point. En cas d'égalité de points, le classement prend en compte :
- le quotient des sets ;
- le quotient des points.

#### Poule A
| # | Équipe                       | Pts | J | G | Gt | Pt | P | Sp | Sc | Ratio | Pp  | Pc  | Ratio |
| 1 | Étoile sportive du Sahel (T) | 23  | 8 | 7 | 1  | 0  | 0 | 24 | 02 | 12    | 636 | 445 | 1.429 |
| 2 | Saydia de Sidi Bou Saïd      | 17  | 8 | 4 | 2  | 1  | 1 | 20 | 12 | 1.667 | 701 | 656 | 1.069 |
| 3 | Club olympique de Kélibia    | 14  | 8 | 4 | 0  | 2  | 2 | 39 | 24 | 1.625 | 615 | 575 | 1.07  |
| 4 | Club sportif de Hammam Lif   | 3   | 8 | 1 | 0  | 0  | 7 | 5  | 22 | 0.227 | 518 | 637 | 0.813 |
| 5 | Union sportive de Carthage   | 3   | 8 | 1 | 0  | 0  | 7 | 4  | 21 | 0.19  | 453 | 610 | 0.743 |
| # = classement; Pts = points; J = joués; G / Gt / Pt / P = gagnés 3-0 ou 3-1 / gagnés au tie-break 3-2 / perdus au tie-break 2-3 / perdus 1-3 ou 0-3; Sp / Sc / Ratio = sets pour / contre / ratio de sets pour/contre; Pp / Pc / Ratio = points pour / contre / ratio de points pour/contre |                              |     |   |   |    |    |   |    |    |       |     |     |       |

#### Poule B
| # | Équipe                                | Pts | J | G | Gt | Pt | P | Sp | Sc | Ratio | Pp  | Pc  | Ratio |
| 1 | Espérance sportive de Tunis (C)       | 21  | 8 | 7 | 0  | 0  | 1 | 22 | 4  | 5.5   | 635 | 464 | 1.369 |
| 2 | Club sportif sfaxien                  | 21  | 8 | 7 | 0  | 0  | 1 | 22 | 6  | 3.667 | 672 | 568 | 1.183 |
| 3 | Tunis Air Club                        | 12  | 8 | 4 | 0  | 0  | 4 | 13 | 13 | 1     | 558 | 577 | 0.967 |
| 4 | Union sportive des transports de Sfax | 5   | 8 | 1 | 1  | 0  | 6 | 8  | 21 | 0.381 | 544 | 666 | 0.817 |
| 5 | Aigle sportif d'El Haouaria (P)       | 1   | 8 | 0 | 1  | 0  | 7 | 3  | 24 | 0.125 | 520 | 654 | 0.795 |
| # = classement; Pts = points; J = joués; G / Gt / Pt / P = gagnés 3-0 ou 3-1 / gagnés au tie-break 3-2 / perdus au tie-break 2-3 / perdus 1-3 ou 0-3; Sp / Sc / Ratio = sets pour / contre / ratio de sets pour/contre; Pp / Pc / Ratio = points pour / contre / ratio de points pour/contre |                                       |     |   |   |    |    |   |    |    |       |     |     |       |

|     | Qualification pour les play-offs      |
|     | Play-out 2015                         |
| (T) | Tenant du titre                       |
| (P) | Promu en 2014                         |
| (C) | Vainqueur de la coupe de Tunisie 2014 |

### Résultats

#### Tableau synoptique
- Poule « A »

| Résultats (dom.\ext.)                                              | COK | CSHL | ESS | SSBS | USC |
| CO Kélibia                                                         |     | 3-0  | 0-3 | 2-3  | 3-0 |
| CS Hammam Lif                                                      | 0-3 |      | 0-3 | 1-3  | 3-1 |
| ES Sahel                                                           | 3-0 | 3-0  |     | 3-0  | 3-0 |
| Saydia SBS                                                         | 3-2 | 3-1  | 2-3 |      | 3-0 |
| US Carthage                                                        | 0-3 | 3-0  | 0-3 | 0-3  |     |
| - Victoire à domicile - Victoire à l'extérieur - Match non disputé |     |      |     |      |     |

- Poule « B »

| Résultats (dom.\ext.)                                              | ASH | CSS | EST | TAC | USTS |
| AS Haouaria                                                        |     | 0-3 | 0-3 | 0-3 | 2-3  |
| CS Sfaxien                                                         | 3-0 |     | 3-1 | 3-0 | 3-1  |
| ES Tunis                                                           | 3-0 | 3-1 |     | 3-0 | 3-0  |
| Tunis Air                                                          | 3-0 | 1-3 | 0-3 |     | 3-0  |
| UST Sfax                                                           | 3-1 | 0-3 | 0-3 | 1-3 |      |
| - Victoire à domicile - Victoire à l'extérieur - Match non disputé |     |     |     |     |      |

#### Résultats détaillés
| Journée 1  |          |       |       |       |       |   |   |
|            |          |       |       |       |       |   |   |
| 08/10/2014 | USC-SSBS | 0 - 3 | 19-25 | 15-25 | 23-25 | - | - |
| 13/12/2014 | COK-CSHL | 3 - 0 | 25-21 | 25-22 | 25-09 | - | - |
| 08/10/2014 | EST-TAC  | 3 - 0 | 25-19 | 25-10 | 25-15 | - | - |
| 08/10/2014 | CSS-ASH  | 3 - 0 | 25-15 | 25-18 | 25-23 | - | - |

| Journée 2  |          |       |       |       |       |       |   |
|            |          |       |       |       |       |       |   |
| 11/10/2014 | CSHL-USC | 3 - 1 | 25-15 | 22-25 | 25-20 | 25-19 | - |
| 11/10/2014 | ESS-COK  | 3 - 0 | 25-14 | 25-22 | 25-21 | -     | - |
| 11/10/2014 | TAC-CSS  | 1 - 3 | 25-20 | 17-25 | 15-25 | 20-25 | - |
| 11/10/2014 | USTS-EST | 0 - 3 | 10-25 | 17-25 | 15-25 | -     | - |

| Journée 3  |           |       |       |       |       |       |   |
|            |           |       |       |       |       |       |   |
| 15/10/2014 | USC-ESS   | 0 - 3 | 11-25 | 17-25 | 14-25 | -     | - |
| 15/10/2014 | SSBS-CSHL | 3 - 1 | 25-15 | 10-25 | 25-17 | 25-19 | - |
| 15/10/2014 | CSS-USTS  | 3 - 1 | 25-18 | 18-25 | 25-15 | 25-12 | - |
| 15/10/2014 | ASH-TAC   | 0 - 3 | 18-25 | 12-25 | 22-25 | -     | - |

| Journée 4  |          |       |       |       |       |       |   |
|            |          |       |       |       |       |       |   |
| 29/11/2014 | COK-USC  | 3 - 0 | 25-09 | 25-19 | 25-18 | -     | - |
| 29/11/2014 | ESS-SSBS | 3 - 0 | 25-20 | 25-20 | 25-11 | -     | - |
| 29/11/2014 | EST-CSS  | 3 - 1 | 25-21 | 25-17 | 19-25 | 25-20 | - |
| 29/11/2014 | USTS-ASH | 3 - 1 | 25-20 | 25-16 | 19-25 | 25-17 | - |

| Journée 5  |          |       |       |       |       |       |       |
|            |          |       |       |       |       |       |       |
| 03/12/2014 | SSBS-COK | 3 - 2 | 25-23 | 25-17 | 23-25 | 23-25 | 15-11 |
| 03/12/2014 | CSHL-ESS | 0 - 3 | 22-25 | 21-25 | 19-25 | -     | -     |
| 03/12/2014 | ASH-EST  | 0 - 3 | 18-25 | 15-25 | 22-25 | -     | -     |
| 03/12/2014 | TAC-USTS | 3 - 0 | 25-19 | 25-13 | 25-20 | -     | -     |

| Journée 6  |          |       |       |       |       |   |   |
|            |          |       |       |       |       |   |   |
| 06/12/2014 | CSHL-COK | 0 - 3 | 20-25 | 18-25 | 12-25 | - | - |
| 06/12/2014 | SSBS-USC | 3 - 0 | 14-25 | 18-25 | 15-25 | - | - |
| 06/12/2014 | TAC-EST  | 0 - 3 | 19-25 | 15-25 | 19-25 | - | - |
| 06/12/2014 | ASH-CSS  | 0 - 3 | 20-25 | 23-25 | 24-26 | - | - |

| Journée 7  |          |       |       |       |       |   |   |
|            |          |       |       |       |       |   |   |
| 10/12/2014 | USC-CSHL | 3 - 0 | 25-21 | 25-20 | 25-18 | - | - |
| 10/12/2014 | COK-ESS  | 0 - 3 | 21-25 | 11-25 | 22-25 | - | - |
| 10/12/2014 | CSS-TAC  | 3 - 0 | 25-22 | 25-14 | 25-23 | - | - |
| 10/12/2014 | EST-USTS | 3 - 0 | 25-22 | 25-02 | 25-11 | - | - |

| Journée 8  |           |       |       |       |       |       |   |
|            |           |       |       |       |       |       |   |
| 13/12/2014 | ESS-USC   | 3 - 0 | 25-11 | 25-20 | 25-15 | -     | - |
| 15/12/2014 | CSHL-SSBS | 1 - 3 | 25-22 | 23-25 | 24-26 | 17-25 | - |
| 13/12/2014 | USTS-CSS  | 0 - 3 | 20-25 | 13-25 | 20-25 | -     | - |
| 13/12/2014 | TAC-ASH   | 3 - 0 | 26-24 | 25-17 | 25-23 | -     | - |

| Journée 9  |          |       |       |       |       |       |       |
|            |          |       |       |       |       |       |       |
| 17/12/2014 | USC-COK  | 0 - 3 | 27-29 | 13-25 | 19-25 | -     | -     |
| 17/12/2014 | SSBS-ESS | 2 - 3 | 15-25 | 25-23 | 22-25 | 25-23 | 12-15 |
| 03/01/2015 | CSS-EST  | 3 - 1 | 26-24 | 25-23 | 24-26 | 25-18 | -     |
| 17/12/2014 | ASH-USTS | 2 - 3 | 19-25 | 25-22 | 25-20 | 16-25 | 14-16 |

| Journée 10 |          |       |       |       |       |       |       |
|            |          |       |       |       |       |       |       |
| 27/12/2014 | COK-SSBS | 2 - 3 | 27-25 | 18-25 | 25-17 | 20-25 | 09-15 |
| 27/12/2014 | ESS-CSHL | 3 - 0 | 25-12 | 25-20 | 25-08 | -     | -     |
| 27/12/2014 | EST-ASH  | 3 - 0 | 25-16 | 25-20 | 25-13 | -     | -     |
| 27/12/2014 | USTS-TAC | 1 - 3 | 25-21 | 21-25 | 20-25 | 23-25 | -     |

## Play-offs

### Phase de classement

#### Tableau synoptique des résultats
| Résultats (dom.\ext.)                                              | CSS | ESS | EST | SSBS |
| CS Sfaxien                                                         |     | 3-2 | 1-3 | 3-0  |
| ES Sahel                                                           | 3-0 |     | 3-0 | 3-0  |
| ES Tunis                                                           | 3-2 | 3-0 |     | 3-1  |
| Saydia SBS                                                         | 2-3 | 0-3 | 0-3 |      |
| - Victoire à domicile - Victoire à l'extérieur - Match non disputé |     |     |     |      |

#### Classement
| # | Équipe                      | Pts | J | G | Gt | Pt | P | Sp | Sc | Ratio | Pp  | Pc  | Ratio |
| 1 | Espérance sportive de Tunis | 14  | 6 | 4 | 1  | 0  | 1 | 15 | 07 | 2.143 | 173 | 136 | 1.272 |
| 2 | Étoile sportive du Sahel    | 13  | 6 | 4 | 0  | 1  | 1 | 14 | 06 | 2.333 | 195 | 175 | 1.114 |
| 3 | Club sportif sfaxien        | 8   | 6 | 1 | 2  | 1  | 2 | 12 | 13 | 0.923 | 158 | 193 | 0.819 |
| 4 | Saydia de Sidi Bou Saïd     | 1   | 6 | 0 | 0  | 1  | 5 | 3  | 18 | 0.167 | 153 | 175 | 0.874 |
| # = classement; Pts = points; J = joués; G / Gt / Pt / P = gagnés 3-0 ou 3-1 / gagnés au tie-break 3-2 / perdus au tie-break 2-3 / perdus 1-3 ou 0-3; Sp / Sc / Ratio = sets pour / contre / ratio de sets pour/contre; Pp / Pc / Ratio = points pour / contre / ratio de points pour/contre |                             |     |   |   |    |    |   |    |    |       |     |     |       |

### Phase finale attribution du titre
|  | Demi-finales                                 | Demi-finales                                 | Demi-finales                                 | Demi-finales                                 | Demi-finales                                 |   |                          | Finale                                  | Finale                   | Finale                   | Finale                   | Finale |
|  |                                              |                                              |                                              |                                              |                                              |   |                          |                                         |                          |                          |                          |        |
|  | Sam 14 février, mer 21 février               |                                              |                                              |                                              |                                              |   |                          |                                         |                          |                          |                          |        |
|  | (1) ES Tunis                                 | 2                                            | 3                                            | 3                                            |                                              |   |                          |                                         |                          |                          |                          |        |
|  | (4) S Sidi Bou Saïd                          | 0                                            | 0                                            | 1                                            |                                              |   |                          |                                         |                          |                          |                          |        |
|  |                                              |                                              |                                              |                                              |                                              |   |                          | Sam 4 avril, sam 11 avril, ven 17 avril |                          |                          |                          |        |
|  |                                              |                                              |                                              |                                              |                                              |   | ES Tunis                 | 2                                       | 0                        | 3                        | 3                        |        |
|  |                                              | ES Sahel                                     | 1                                            | 3                                            | 0                                            | 0 |                          |                                         |                          |                          |                          |        |
|  |                                              |                                              |                                              |                                              |                                              |   |                          |                                         |                          |                          |                          |        |
|  |                                              |                                              |                                              |                                              |                                              |   |                          | Match pour la 3e place                  |                          |                          |                          |        |
|  | Sam 14 février, sam 21 février, mer 12 avril | Sam 14 février, sam 21 février, mer 12 avril | Sam 14 février, sam 21 février, mer 12 avril | Sam 14 février, sam 21 février, mer 12 avril | Sam 14 février, sam 21 février, mer 12 avril |   | Sam 28 mars, mer 4 avril | Sam 28 mars, mer 4 avril                | Sam 28 mars, mer 4 avril | Sam 28 mars, mer 4 avril | Sam 28 mars, mer 4 avril |        |
|  | (2) ES Sahel                                 | 2                                            | 3                                            | 2                                            | 3                                            |   | CS Sfaxien               | 2                                       | 3                        | 3                        |                          |        |
|  | (3) CS Sfaxien                               | 1                                            | 1                                            | 3                                            | 0                                            |   |                          | S Sidi Bou Saïd                         | 0                        | 1                        | 0                        |        |

|  | Suivi de la série. |

|  | Score de l'équipe recevante. |

|  | Score de l'équipe en déplacement. |

## Play-out

### Premier tour
| Résultats (dom.\ext.)                                              | ASH | CSHL | COK | TAC | USC | USTS |
| AS Haouaria                                                        |     | 3-2  | 1-3 | 2-3 | 3-1 | 1-3  |
| CS Hammam Lif                                                      | 3-0 |      | 3-1 | 3-2 | 3-1 | 2-3  |
| CO Kélibia                                                         | 3-1 | 1-3  |     | 3-1 | 3-0 | 3-0  |
| Tunis Air                                                          | 3-1 | 3-1  | 1-3 |     | 3-1 | 3-2  |
| US Carthage                                                        | 3-2 | 1-3  | 0-3 | 0-3 |     | 0-3  |
| UST Sfax                                                           | 3-0 | 3-1  | 1-3 | 3-1 | 3-0 |      |
| - Victoire à domicile - Victoire à l'extérieur - Match non disputé |     |      |     |     |     |      |

### Classement
| Rang | Équipe        | Points | Matchs | V : 3-0, 3-1 | V : Tie-break | D :Tie-break | D : 0-3 ou 1-3 | Sets pour | Sets contre | Ratio Sp/Sc |
| 1    | CO Kélibia    | 24     | 10     | 8            | 0             | 0            | 2              | 26        | 11          | 2.36        |
| 2    | UST Sfax      | 21     | 10     | 6            | 1             | 1            | 2              | 24        | 14          | 1.71        |
| 3    | CS Hammam Lif | 19     | 10     | 5            | 1             | 2            | 2              | 24        | 18          | 1.33        |
| 4    | Tunis Air     | 17     | 10     | 4            | 2             | 1            | 3              | 23        | 19          | 1.21        |
| 5    | AS Haouaria   | 7      | 10     | 1            | 1             | 2            | 6              | 14        | 27          | 0.52        |
| 6    | US Carthage   | 2      | 10     | 0            | 1             | 0            | 9              | 7         | 29          | 0.24        |

### Deuxième tour
- CO Kélibia - US Carthage : 3-0 (25-12 ; 25-20 ; 25-17)
- UST Sfax - AS Haouaria : 3-1 (23-25 ; 25-20 ; 25-20 ; 25-19)
- CS Hammam Lif - Tunis Air : 3-2 (20-25 ; 31-29 ; 21-25 ; 25-21 ; 15-12)

Les vainqueurs assurent leur maintien.

### Tournoi triangulaire de maintien
- 16 mai 2015 : AS Haouaria - US Carthage (3-0)
- 23 mai 2015 : Tunis Air Club - US Carthage (3-0)
- 30 mai 2015 : Tunis Air Club - AS Haouaria (3-0)

Le Tunis Air Club assure son maintien en division nationale A, l'Aigle sportif d'El Haouaria doit jouer un match barrage contre le deuxième de la division nationale B, alors que l'Union sportive de Carthage rétrograde.

## Division nationale B
Sept clubs seulement participent au championnat de division nationale B. Le classement de la première phase est le suivant :
1. Avenir sportif de La Marsa
2. Mouloudia Sport de Bousalem
3. Fatah Hammam El Ghezaz
4. Club olympique du Kram
5. Étoile sportive de Radès
6. Association sportive des PTT Sfax
7. Étoile olympique La Goulette Kram

En deuxième phase, le premier rencontre le quatrième et le deuxième joue contre le troisième en aller et retour, puis les vainqueurs se rencontrent pour désigner le champion qui accède en division nationale A alors que le vaincu doit jouer contre le deuxième du tournoi triangulaire de maintien pour obtenir la dernière place de la nationale A. Les résultats enregistrés sont les suivants :
- Avenir sportif de La Marsa - Club olympique du Kram : 3-1
- Fatah Hammam El Ghezaz - Mouloudia Sport de Bousalem : 1-3
- Mouloudia Sport de Bousalem - Fatah Hammam El Ghezaz : 3-0
- Club olympique du Kram - Avenir sportif de La Marsa : 1-3

L'Avenir sportif de La Marsa et la Mouloudia Sport de Bousalem se qualifient pour la finale du championnat de division nationale B.
- 23 mai 2015 : Avenir sportif de La Marsa - Mouloudia Sport de Bousalem (3-0)
- 30 mai 2015 : Mouloudia Sport de Bousalem - Avenir sportif de La Marsa (0-3)

L'Avenir sportif de La Marsa monte en division nationale A alors que la Mouloudia Sport de Bousalem doit jouer contre l'Aigle sportif d'El Haouaria pour désigner le dixième club de la division nationale A.

## Barrage final
- 6 juin 2015 à El Haouaria : Mouloudia Sport de Bousalem - Aigle sportif d'El Haouaria 3-1 (25-22 ; 25-15 ; 19-25 ; 25-20)
- 13 juin 2015 à Jendouba :  Mouloudia Sport de Bousalem - Aigle sportif d'El Haouaria 3-1 (21-25 ; 25-22 ; 25-15 ; 25-20)

La Mouloudia Sport de Bousalem accède en division nationale A et l'Aigle sportif d'El Haouaria rétrograde en division nationale B.

## Bilan de la saison
| Tableau d'honneur    |                             |
| Compétition          | Vainqueur                   |
| Division nationale A | Espérance sportive de Tunis |
| Coupe de Tunisie     | Étoile sportive du Sahel    |

| Qualifications africaines 2014-2015 |                                                      |
| Compétition                         | Qualifiés                                            |
| Ligue des champions                 | Espérance sportive de Tunis Étoile sportive du Sahel |

| Promotions et relégations        |                                                        |
| Relégués en division nationale B | Union sportive de Carthage Aigle sportif d'El Haouaria |
| Promus de division nationale B   | Avenir sportif de La Marsa Mouloudia Sport de Bousalem |